# Хејвен (Канзас)
Хејвен (енгл. Haven) град је у америчкој савезној држави Канзас.

## Демографија
По попису из 2010. године број становника је 1.237, што је 62 (5,3%) становника више него 2000. године.
| Група             | 2000.         | 2010.         |
| Белци             | 1.141 (97,1%) | 1.144 (92,5%) |
| Афроамериканци    | 2 (0,2%)      | 9 (0,7%)      |
| Азијати           | 0 (0,0%)      | 3 (0,2%)      |
| Хиспаноамериканци | 11 (0,9%)     | 33 (2,7%)     |
| Укупно            | 1.175         | 1.237         |